# Atubuti
Atubuti (Atu Buti) ist eine osttimoresische Aldeia im Suco Atudara (Verwaltungsamt Cailaco, Gemeinde Bobonaro). 2015 lebten in der Aldeia 365 Menschen.

## Geographie
Atubuti bildet den östlichen Teil des Südterritoriums des Sucos Atudara. Westlich liegt die Aldeia Tuturema. Im Norden grenzt Atubuti an den Suco Goulolo, im Süden an den Suco Raiheu, im Südosten an das Verwaltungsamt Maliana und im Osten an die Gemeinde Ermera. Der Marobo bildet nur einen Teil der Grenze zu Ermera. An der Nordgrenze verläuft der Boroulo, ein Zufluss des Marobo.
An der Westgrenze liegt der Berg Foho Biateo (838 m). An seinem Südhang liegt das Dorf Biateho. Drei weitere Dörfer liegen im Südosten von Atubuti. Die beiden südlicheren Dörfer befinden sich am Ostufer des Marobos. Leotoresi, das nördliche Dorf liegt am Westufer.

## Politik
2023 wurde Francisco da Costa Mau zum Chefe de Aldeia gewählt.